# Alisma plantago-aquatica
El llantén acuático (Alisma plantago-aquatica) es una especie de planta acuática perteneciente a la familia de la alismatáceas.

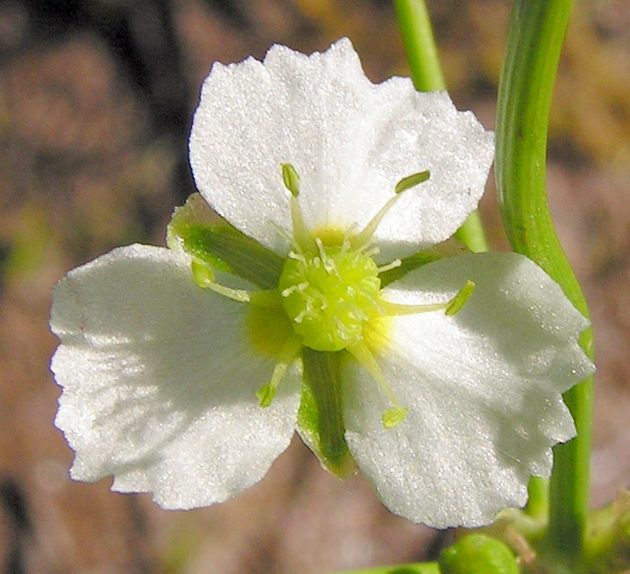
Alisma plantago-aquatica.

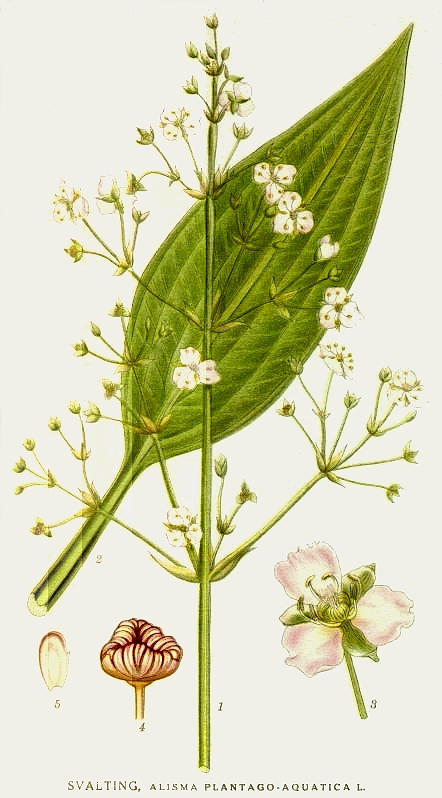
Ilustración

## Descripción
Es una planta herbácea perenne que alcanza 10-100 cm de longitud con una raíz fibrosa y bulbosa con varias hojas basales de 15-30 cm de longitud formando una roseta, estas son oblongas o lanceoladas, subcordadas en la base con peciolos largos y acanalados parecidos al llantén. El tallo floral es triangular que alcanza un metro de altura, surgen directamente de la raíz y termina en una inflorescencia con pequeñas y numerosas flores blancas o rosadas que se disponen en una panícula piramidal laxa, formando anillos o manojos alrededor del tallo. La corola tiene tres pétalos y el cáliz tres sépalos. El fruto es una aquenio con una semilla.
Distribución
Es nativa del Hemisferio Norte, en Europa, Asia y Norteamérica. 
Hábitat
Crece en lugares húmedos y pantanosos, bordes de los ríos, charcas y pantanos.

## Etimología
La palabra alisma se dice proviene del celta y significa "agua", en referencia a su hábitat donde crece. Los primeros botánicos le nombraron plantago por la semejanza de sus hojas.

## Taxonomía
Alisma plantago-aquatica fue descrita por Carlos Linneo y publicado en Species Plantarum 1: 342. 1753.
Sinonimia
| - Alisma subcordatum Raf. - Alisma plantago-aquatica subsp. michaletii Asch. & Graebn. - Alisma paniculatum Stokes - Alisma latifolia Gilib. - Alisma cordifolium Murray - Alisma brevipes Greene - Alisma angustifolia Hoppe - Echinodorus vulgaris Bubani - Alisma verticillatum Dulac - Alisma major Gray - Alisma orientale (Sam.) Juz. in V.L.Komarov (ed.), Fl. URSS 1: 281 (1934). - Alisma flavum Thunb., Fl. Jap.: 153 (1784), nom. illeg. - Alisma coreanum H.Lév., Repert. Spec. Nov. Regni Veg. 8: 286 (1910). - Alisma jianshiensis J.K.Chen, X.Z.Sun & H.Q.Wang, Wuhan Bot. Res. 1(2): 250 (1983), no latin descr. |

## Usos populares
- Las hojas secas en infusión se ha usado popularmente como diurético, diaforética y astringente para casos de retención urinaria, edema, nefritis y disuria.[cita requerida]
- La raíz se usó para curar la hidrofobia y ha tenido reputación en Norteamérica para curar las mordeduras de serpientes.[cita requerida]

Indicaciones: Las hojas son astringentes, antiinflamatorias, rubefacientes, diurético, depurativo, galactogogo, las semillas hemostático, según autores afrodisíacos. La ingestión de grandes cantidades puede presentar efectos secundarios. Las hojas y rizomas pueden provocar irritaciones en la piel.[cita requerida]
 Aviso médico

## Nombres comunes
- Castellano: alisma, barba silvana, llantén de agua, llantén acuático, llantén acuático, llantén de agua, oreja de liebre, pan de ranas, rosetón de agua[6]